# Коцупатрий Михайло Миколайович
Миха́йло Микола́йович Коцупа́трий (15 листопада 1950, ?) — декан факультету економіки агропромислового комплексу, професор кафедри обліку, аналізу та аудиту в АПК,  КНЕУ імені Вадима Гетьмана

## Біографія
Коцупатрий М. М. народився 15 листопада 1950 року на Полтавщині. Навчався у Новомиколаївській восьмирічній школі з 1957 по 1965 рік. В 1968 році закінчив із відзнакою Копичинський технікум бухгалтерського обліку і був направлений на посаду економіста-фінансиста Червоноармійської птахофабрики (с. Пономаренки Харківської області). З 1969 по 1971 року служив в лавах Радянської Армії. В 1975 році закінчив з відзнакою КІНГ ім. Д. С. Коротченка і був направлений на посаду головного бухгалтера Укрплемоб'єднання Мінсільгоспу України. У 1979 року вступив до аспірантури КІНГ ім. Д. С. Коротченка [Архівовано 27 травня 2015 у Wayback Machine.] на кафедру економіки і організації сільського господарства В лютому 1981 року був обраний асистентом кафедри бухобліку в сільському господарстві, на якій пройшов шлях від асистента до завідувача кафедри. В 1984 році захистив кандидатську дисертацію, а в 1989 році одержав наукове звання доцента. В 2000 році був обраний деканом факультету економіки агропромислового комплексу, а в червні 2006 року — завідувачем кафедри. Сертифікований аудитор з 1994 року, член Федерації професійних бухгалтерів і аудиторів України, член Федерації аудиторів, бухгалтерів і фінансистів АПК України.
Під керівництвом Коцупатрого М. М. підготовлено 11 кандидатів економічних наук та ще 2 дисертації аспірантів рекомендовано до захисту.

## Відзнаки і нагороди
- Відмінник освіти України
- Грамота Верховної Ради України
- Заслужений працівник Київського національного економічного університету імені Вадима Гетьмана.

Відмінник освіти України.

## Політична діяльність
В 1990—1994 роках обирався депутатом Радянської районної ради народних депутатів м. Києва, очолював планово-бюджетну комісію.